# 랑선 인
랑선 원인(Lang Son 原人)은 1965년 베트남의 랑선 성에서 발견된 호모 에렉투스 화석이다. 랑썬 인은 베트남의 초기 구석기시대 인류화석의 하나로 연대는 기원전 50만년 경이며 시난트로푸스와 유사한 유골이었다.